# Замощье (Волоковское сельское поселение)
Замощье — деревня в Смоленском районе Смоленской области России. Входит в состав Волоковского сельского поселения. Население — 203 жителя (2010 год). 
Расположена в западной части области в 30 км к северо-западу от Смоленска, в 4 км севернее автодороги А141 Орёл — Витебск, на берегу реки Лелеква. В 1,5 км юго-восточнее деревни расположена железнодорожная станция Лелеквинская на линии Смоленск — Витебск.

## История
В годы Великой Отечественной войны деревня была оккупирована гитлеровскими войсками в июле 1941 года, освобождена в сентябре 1943 года. 